# دبریسوکین
دبریسوکین (به انگلیسی: Debrisoquine) با فرمول شیمیایی C۱۰H۱۳N۳ یک ترکیب شیمیایی با شناسه پاب‌کم ۲۹۶۶ است. که جرم مولی آن ۱۷۵٫۲۳۰۳۲ می‌باشد. 